# Kolanin
Kolanin (705 m n.p.m.) – szczyt w zachodniej części Beskidu Niskiego.
Piesze szlaki turystyczne:
- Świerzowa (801 m n.p.m.) – Kolanin (705 m n.p.m.) – Kamień (714 m n.p.m.) – Kąty – Grzywacka Góra (567 m n.p.m.) – Łysa Góra (641 m n.p.m.) – Polana (651 m n.p.m.) (Główny Szlak Beskidzki)